# Villeneuve-la-Garenne (Sisley)
Villeneuve-la-Garenne, appelé aussi Village au bord de la Seine et Village sur la Seine, est un tableau d'Alfred Sisley de 1872. Il se trouve au musée de l'Ermitage de Saint-Pétersbourg en Russie.

## Contexte
Au printemps et en été 1872, Sisley visite Villeneuve-la-Garenne et y réalise au moins cinq toiles,. La représentation qu'il en a faite évoque le silence et la tranquillité d'une région encore non défigurée par l'industrie et la civilisation. Renoir disait qu'une telle toile de Sisley fait naître le désir de s'y promener. 

## Description
À l'extérieur à gauche de la toile, se trouve le pont de Villeneuve-la-Garenne, de sorte que les deux maisons à gauche du tableau correspondent à celle figurées à droite dans Le Pont de Villeneuve-la-Garenne du Metropolitan Museum of Art.

## Analyse
La composition du tableau rappelle celle de La Seine à Bennecourt 1868 81 × 101 cm par Claude Monet, Art Institute of Chicago.

## Provenance
- Acheté par Durand-Ruel à Sisley le 24 août 1872[1] ;
- Piotr Chtchoukine (en) , Moscou, 1898 [1];
- Sergueï Chtchoukine, Moscou, 1912 [1];
- après la révolution d'Octobre, en 1918 : musée de l'art occidental moderne, Moscou
- 1948 musée de l'Ermitage

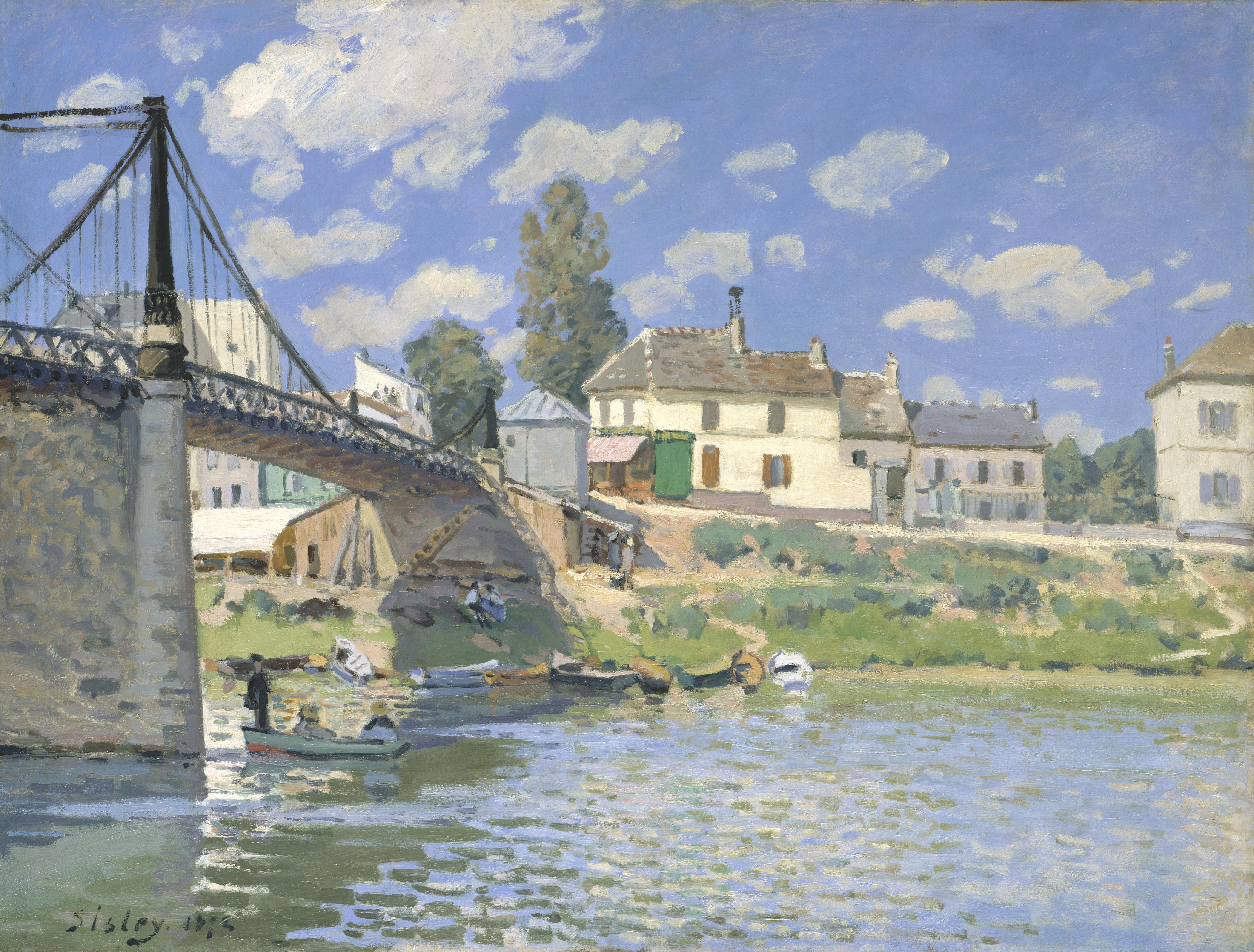
Le Pont de Villeneuve-la-Garenne 1872 49 × 65 cm par Alfred Sisley, Metropolitan Museum of Art.
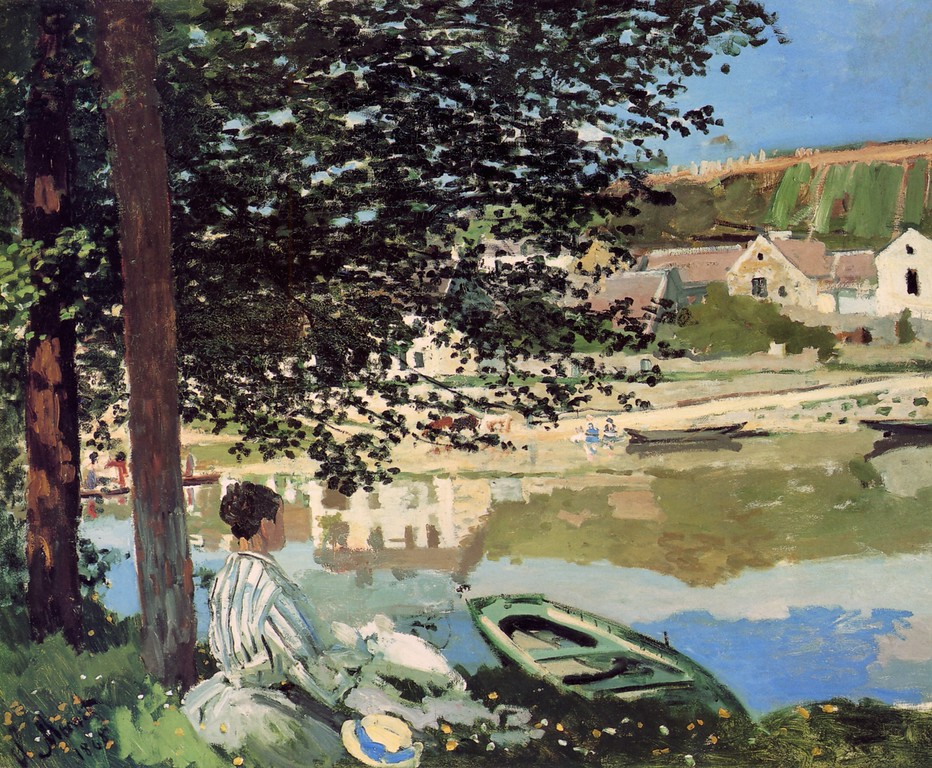
La Seine à Bennecourt 1868 81 × 101 cm par Claude Monet, Art Institute of Chicago.